# 타티 카스테야노스
발렌틴 마리아노 호세 "타티" 카스테야노스 히메네스 (Valentín Mariano José "Taty" Castellanos Giménez, 1998년 10월 3일 ~ )는 아르헨티나의 축구 선수이며, 라치오에서 공격수로 뛰고 있다.
2023년 4월 25일, 지로나 임대 소속 시절 그는 레알 마드리드를 상대로 홀로 4골을 넣어 4-2 승리에 일조했다.